# Cecília (esposa de Publi Lèntul Espinter el jove)
Cecília (llatí: Caecilia o Caecilia Metella) era una dama romana del segle i aC.
Es va casar amb Publi Corneli Lèntul Espinter, fill del cònsol de l'any 57 aC Publi Corneli Lèntul Espinter.
Era una dona de caràcter fort i intrigant, i va conspirar amb Dolabel·la, cunyat de Ciceró, i amb Esop el fill l'actor. El seu marit se'n va divorciar l'any 45 aC.